# Jefferson Lerma
Jefferson Andrés Lerma Solís (sinh ngày 25 tháng 10 năm 1994), thường được biết đến với tên gọi Jefferson Lerma, là một cầu thủ bóng đá chuyên nghiệp người Colombia hiện đang thi đấu cho câu lạc bộ Premier League Crystal Palace và đội tuyển bóng đá quốc gia Colombia. Vị trí thi đấu sở trường của anh là tiền vệ phòng ngự, song ngoài ra anh còn có thể thi đấu tốt ở cả vị trí tiền vệ trung tâm lẫn trung vệ.
Được trưởng thành từ câu lạc bộ Atlético Huila, Lerma dành ba năm thi đấu tại quê nhà. Năm 2016, anh chuyển đến Levante dưới dạng cho mượn, và sau đó được câu lạc bộ này mua đứt với bản hợp đồng kéo dài bốn năm. Đến năm 2018, anh được AFC Bournemouth chiêu mộ với mức phí chuyển nhượng là 30 triệu bảng, một con số kỷ lục cho câu lạc bộ vào thời điểm đó. Sau hai mùa giải đầu tiên không như ý khi bị xuống hạng tới EFL Championship, anh cùng với các đồng đội của mình về nhì tại giải đấu này vào năm 2022, qua đó giúp AFC Bournemouth giành quyền thăng hạng trở lại lên giải đấu Premier League. Năm 2023, anh chuyển sang khoác áo cho Crystal Palace.
Lerma từng là thành viên có tên trong đội hình của đội U-23 Colombia tham dự Thế vận hội Mùa hè 2016 tại Rio de Janeiro, nơi anh và các đồng đội của mình tiến tới vòng tứ kết. Anh có buổi ra mắt trong màu áo đội tuyển Colombia vào năm 2017, và kể từ đó anh đại diện cho đất nước của mình tham dự FIFA World Cup 2018 và ba kỳ Copa America (vào các năm 2019, 2021 và 2024), với giải đấu sau này đã giúp anh cùng với các đồng đội giành ngôi á quân.

## Thống kê sự nghiệp

### Câu lạc bộ
Tính đến ngày 19 tháng 5 năm 2024
| Câu lạc bộ          | Mùa giải            | Giải đấu            | Giải đấu | Giải đấu | Cúp quốc gia | Cúp quốc gia | Cúp liên đoàn | Cúp liên đoàn | Khác | Khác | Tổng cộng | Tổng cộng |
| Câu lạc bộ          | Mùa giải            | Hạng                | Trận     | Bàn      | Trận         | Bàn          | Trận          | Bàn           | Trận | Bàn  | Trận      | Bàn       |
| ------------------- | ------------------- | ------------------- | -------- | -------- | ------------ | ------------ | ------------- | ------------- | ---- | ---- | --------- | --------- |
| Atlético Huila      | 2013                | Categoría Primera A | 24       | 0        | 2            | 0            | —             | —             | —    | —    | 26        | 0         |
| Atlético Huila      | 2014                | Categoría Primera A | 37       | 4        | 7            | 1            | —             | —             | —    | —    | 44        | 5         |
| Atlético Huila      | 2015                | Categoría Primera A | 23       | 2        | 0            | 0            | —             | —             | —    | —    | 23        | 2         |
| Atlético Huila      | Tổng cộng           | Tổng cộng           | 84       | 6        | 9            | 1            | —             | —             | —    | —    | 93        | 7         |
| Levante (mượn)      | 2015–16             | La Liga             | 33       | 1        | 1            | 0            | —             | —             | —    | —    | 34        | 1         |
| Levante             | 2016–17             | Segunda División    | 30       | 2        | 1            | 0            | —             | —             | —    | —    | 31        | 2         |
| Levante             | 2017–18             | La Liga             | 26       | 0        | 2            | 0            | —             | —             | —    | —    | 28        | 0         |
| Levante             | Tổng cộng           | Tổng cộng           | 89       | 3        | 4            | 0            | —             | —             | —    | —    | 93        | 3         |
| AFC Bournemouth     | 2018–19             | Premier League      | 30       | 2        | 0            | 0            | 2             | 0             | —    | —    | 32        | 2         |
| AFC Bournemouth     | 2019–20             | Premier League      | 33       | 1        | 0            | 0            | 0             | 0             | —    | —    | 33        | 1         |
| AFC Bournemouth     | 2020–21             | Championship        | 42       | 3        | 3            | 0            | 1             | 0             | 2    | 0    | 48        | 3         |
| AFC Bournemouth     | 2021–22             | Championship        | 34       | 1        | 0            | 0            | 0             | 0             | —    | —    | 34        | 1         |
| AFC Bournemouth     | 2022–23             | Premier League      | 37       | 5        | 0            | 0            | 0             | 0             | —    | —    | 37        | 5         |
| AFC Bournemouth     | Tổng cộng           | Tổng cộng           | 176      | 12       | 3            | 0            | 3             | 0             | 2    | 0    | 184       | 12        |
| Crystal Palace      | 2023–24             | Premier League      | 28       | 1        | 2            | 0            | 1             | 0             | —    | —    | 31        | 1         |
| Crystal Palace      | 2024–25             | Premier League      | 28       | 0        | 5            | 0            | 3             | 0             | —    | —    | 36        | 0         |
| Crystal Palace      | Tổng cộng           | Tổng cộng           | 56       | 1        | 7            | 0            | 4             | 0             | —    | —    | 67        | 1         |
| Tổng cộng sự nghiệp | Tổng cộng sự nghiệp | Tổng cộng sự nghiệp | 405      | 22       | 23           | 1            | 7             | 0             | 2    | 0    | 437       | 23        |

### Quốc tế
Tính đến ngày 14 tháng 7 năm 2024
| Đội tuyển quốc gia | Năm       | Trận | Bàn |
| ------------------ | --------- | ---- | --- |
| Colombia           | 2017      | 2    | 0   |
| Colombia           | 2018      | 7    | 0   |
| Colombia           | 2019      | 10   | 0   |
| Colombia           | 2020      | 4    | 1   |
| Colombia           | 2021      | 5    | 0   |
| Colombia           | 2022      | 5    | 0   |
| Colombia           | 2023      | 6    | 0   |
| Colombia           | 2024      | 9    | 2   |
| Tổng cộng          | Tổng cộng | 48   | 3   |

Bàn thắng và kết quả của Colombia được để trước.
| # | Ngày                 | Địa điểm                                                       | Số trận | Đối thủ  | Bàn thắng | Kết quả | Giải đấu                      |
| - | -------------------- | -------------------------------------------------------------- | ------- | -------- | --------- | ------- | ----------------------------- |
| 1 | 13 tháng 10 năm 2020 | Sân vận động quốc gia Julio Martínez Prádanos, Santiago, Chile | 21      | Chile    | 1–0       | 2–2     | Vòng loại FIFA World Cup 2022 |
| 2 | 24 tháng 6 năm 2024  | Sân vận động NRG, Houston, Hoa Kỳ                              | 44      | Paraguay | 2–0       | 2–1     | Copa América 2024             |
| 3 | 10 tháng 7 năm 2024  | Sân vận động Bank of America, Charlotte, Hoa Kỳ                | 47      | Uruguay  | 1–0       | 1–0     | Copa América 2024             |